# Campsiandra
Genre

Campsiandra est un genre de plantes à fleurs dicotylédones de la famille des Fabaceae (Légumineuses), sous-famille des Caesalpinioideae, qui comprend environ 18 espèces acceptées.
Ce sont des arbres originaire d'Amérique du Sud, qui se rencontrent dans les forêts tropicales riveraines et marécageuses.

## Liste d'espèces
Selon The Plant List (15 décembre 2018) :
- Campsiandra angustifolia Benth.
- Campsiandra aymardii Stergios
- Campsiandra casiquiarensis Stergios
- Campsiandra chigo-montero Stergios
- Campsiandra comosa Benth.
- Campsiandra curaara Stergios
- Campsiandra emonensis Stergios
- Campsiandra ferruginea Stergios
- Campsiandra gomez-alvareziana Stergios
- Campsiandra guayanensis Stergios
- Campsiandra implexicaulis Stergios
- Campsiandra macrocarpa Cowan
- Campsiandra nutans Stergios
- Campsiandra pasibensis Stergios
- Campsiandra steyermarkiana Stergios
- Campsiandra taphornii Stergios
- Campsiandra velutina Stergios
- Campsiandra wurdackiana Stergios